# Prepuț
Prepuțul (din latină praepūtium) este un pliu cutanat (o cută a pielii mobilă) care acoperă glandul penisului (capul penisului). Funcția biologică a prepuțului este aceea de a proteja sensibilitatea glandului penisului, ferindu-l de iritațiile provocate de urină, materii fecale sau alți eventuali factori nocivi străini. El protejează de asemenea uretra contra infecției și a rănirilor accidentale.
Și la femei, clitorisul este acoperit de un rest de piele, numit tot prepuț, similar cu prepuțul de la capătul penisului bărbaților.
La unii copii, prepuțul rămâne strâmt până la vârsta de 3 sau 4 ani, ceea ce face dificilă decalotarea glandului, uneori chiar imposibilă. El nu trebuie întins forțându-l și, dacă aceasta nu antrenează nici infecție, nici jena la micțiune, regula generală este abținerea de la vreun tratament; în caz contrar se poate exciza prin operația de  circumcizie. La bărbatul matur, la care nu s-a practicat circumcizia, sub prepuț se strânge un lubrifiant natural, format din celule moarte, sebum și apă, denumit smegmă, care are scopul de a proteja glandul.

## Dezvoltare

Retragerea prepuțului

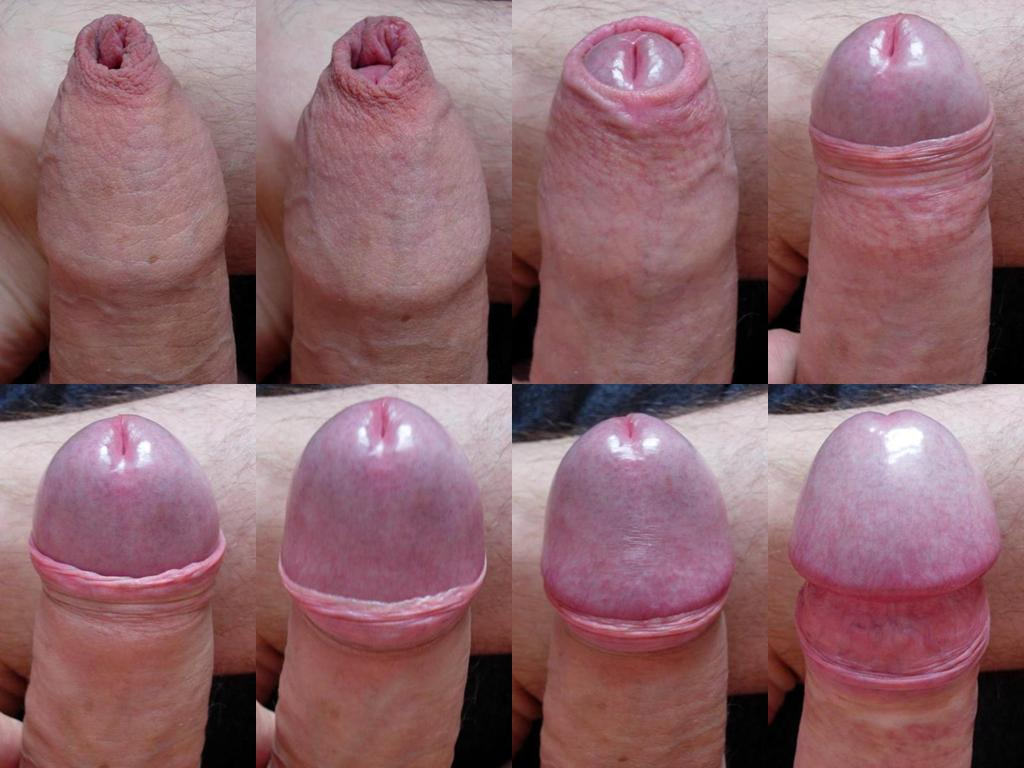
Etapele retragerii prepuțului de pe glandul penisului

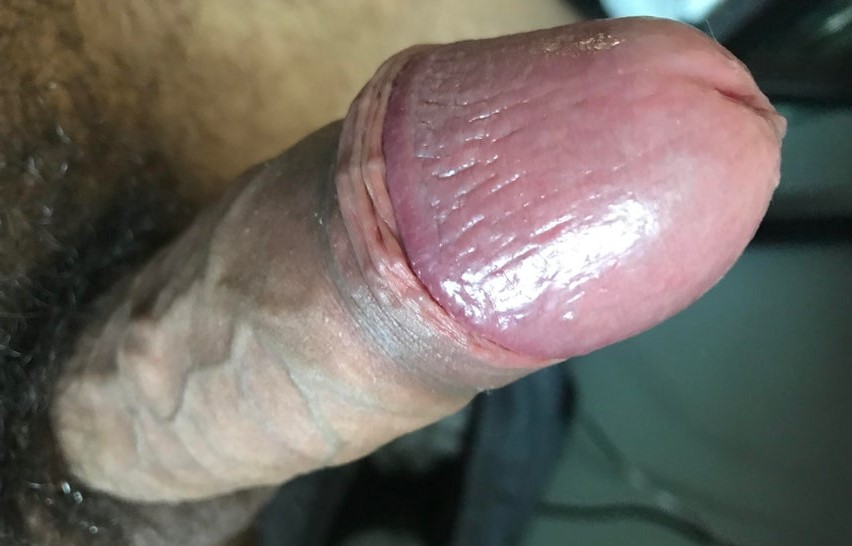
Retragerii prepuțului de penisului erecție

Încă la 8 săptămâni de la fertilizare prepuțul începe să se dezvolte și să acopere glandul penisului, acoperindu-l complet la 16 săptămâni. La acest stadiu, prepuțul și glandul împart același epiteliu (stratul mucos) fuzionează și rămân așa chiar până la pubertate. Deobicei în copilărie prepuțul acoperă complet glandul, însă la adulți acesta se retrage acoperind doar parțial glandul. În timpul erecției retragerea automată a prepuțul variază considerabil; la unii bărbați prepuțul acoperă complet sau parțial glandul până este retras manual sau în timul actului sexual. Această variante a fost remarcată de Chengzu (2011) și a considerat-o anormală numind-o prepuț redundant. Retragerea frecventă a prepuțului și spălarea sub el este recomandată tuturor bărbaților, dar în special celor cu prepuțul lung. Când prepuțul este lung, chiar dacă penisul este erect, există șansa ca să nu se retragă singur.

## Fiziologie
Prepuțul are rol de protecție a glandului, de hidratare și lubrifiere a acestuia, de protecție a glandului în timpul vieții intrauterine și de atingere a plăcerii sexuale.

## Bolile și afecțiunile prepuțului

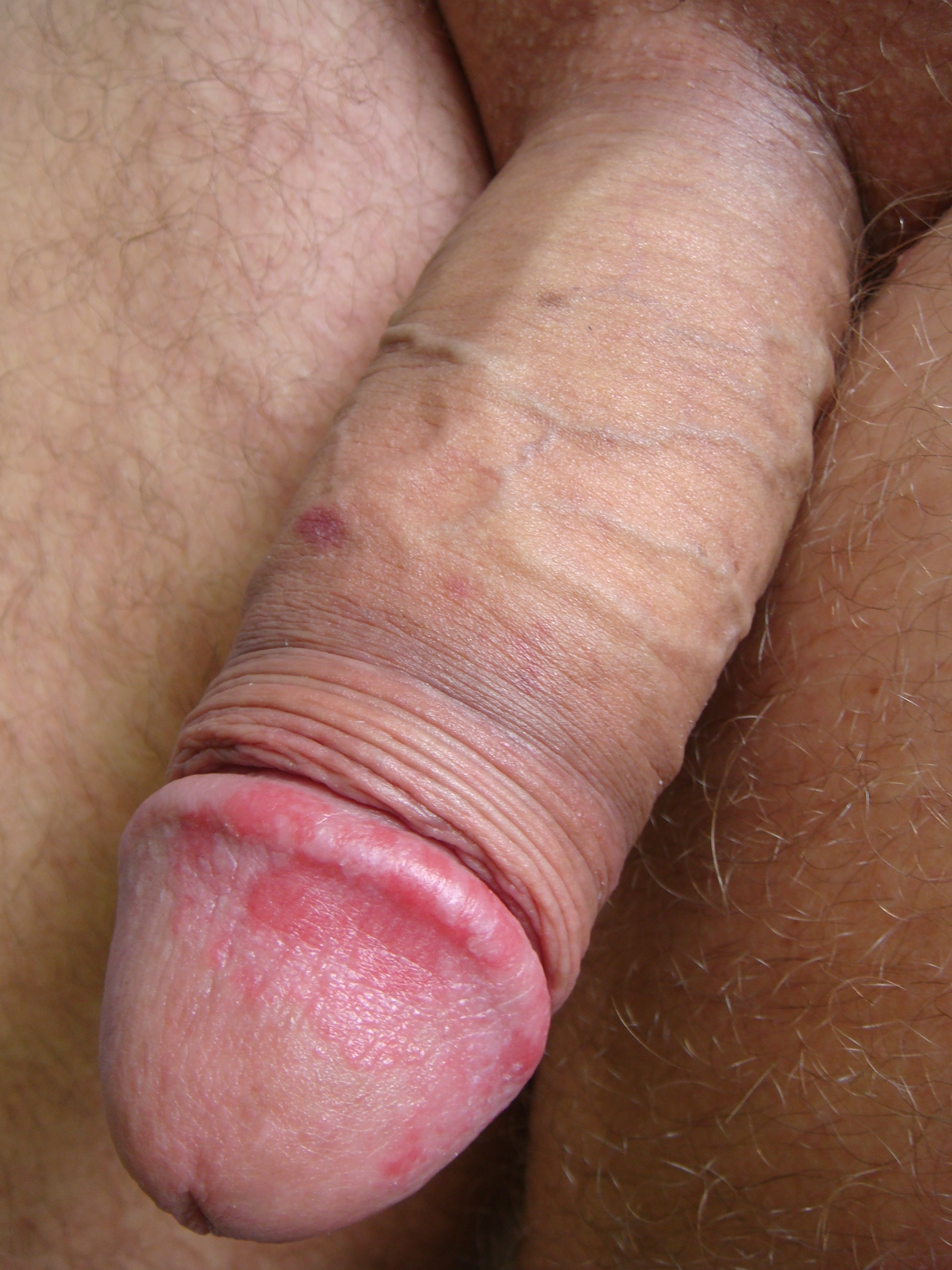
Balanopostita

Circumcizia este făcută la numeroși copii de sex masculin, înainte de a ieși din maternitate. Bărbații cărora nu li s-a făcut circumcizie la naștere ar putea avea un risc mai mare de a face ulterior cancerul penian.
În cazul unui penis necircumcis pot apărea următoarele probleme legate de prepuț:
- Fimoza este situația în care decalotarea este dificilă și dureroasă, uneori imposibilă, datorită unui prepuț prea strâmt;
- Parafimoza este situația inversă, când dupâ decalotare, nu se poate realiza recalotarea. Aceasta este o complicație a fimozei, produsă printr-o decalotare fortată, când prepuțul nu mai poate fi readus la poziția inițială și comprimă șanțul balano-prepuțial.

Inflamația prepuțului se numește postită. Atunci când postita este asociată cu balanita (inflamația glandului penian), afecțiunea se numește balanopostită. De regulă, balanopostita apare la persoanele cu fimoză, în lipsa unei igiene adecvate.
Balanita poate fi provocată de două tipuri de infecții:
- candida - care este un tip de ciupercă ce declanșează candidoza;
- bacteriile - care se multiplică rapid în condițiile de umiditate și căldură de sub prepuț. Spălarea zilnică și uscarea cu atenție a penisului ajută la reducerea riscului.

Potrivit unor studii, circumcizia reduce cu 50% riscul de a contracta virusul HIV în rândul bărbaților, deoarece numărul mai mare de celule din prepuț face organismul mai vulnerabil la infectarea cu HIV.